# Silvia Masciocchi
Silvia Masciocchi ist eine italienische experimentelle Kern- und Teilchenphysikerin und seit 2017 Professorin an der Ruprecht-Karls-Universität Heidelberg.

## Leben und Werk
Silvia Masciocchi absolvierte das Grundstudium der Physik an der Universität Mailand (1987–1992) und promovierte anschließend bei Bogdan Povh an der Universität Heidelberg (1996). Nach Postdoc-Stellen am Max-Planck-Institut für Kernphysik in Heidelberg (1996–1997), am Max-Planck-Institut für Physik in München (1997–2002) und am Deutschen Elektronen-Synchrotron (DESY) in Hamburg (2002–2005), wechselte Masciocchi 2006 in die ALICE-Gruppe am GSI Helmholtzzentrum für Schwerionenforschung in Darmstadt, die sie seit 2011 leitet. Seit 2013 ist sie Privatdozentin an der Universität Heidelberg (Habilitation bei Johanna Stachel) und seit 2017 ist Masciocchi Lehrstuhlinhaberin am Physikalischen Institut (PI) der Universität Heidelberg (W3-Professur für Experimentelle Kern- und Teilchenphysik, gemeinsame Berufung mit der GSI).
Von 2012 bis 2015 war Masciocchi stellvertretende Physikkoordinatorin des ALICE-Experiments am CERN, von 2016 bis 2019 stellvertretende Vorsitzende des deutschen Komitees für Hadronen- und Kernphysik (KHuK) und seit 2019 Vorsitzende des ALICE Collaboration Boards. Außerdem ist sie Sprecherin der Sektion Materie und Kosmos (SMuK) der Deutschen Physikalischen Gesellschaft (DPG).
Zu ihren Forschungsschwerpunkten gehört die Schwerionenphysik und die Entwicklung von Detektoren zur Verfolgung und Identifizierung von Teilchen (insbesondere der Time Projection Chamber, TPC, am ALICE-Experiment). Seit 2016 ist Masciocchi zudem an zwei Projekten im Rahmen des DFG-Sonderforschungsbereichs „IsoQuant“ (SFB 1225) beteiligt; der Schwerpunkt liegt hierbei auf einer phänomenologischen Beschreibung heißer QCD-Materie.